# Makaronesien

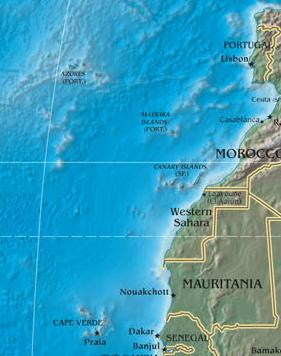
Makaronesien

Makaronesien är ett modernt uppfunnet samlingsnamn på flera ögrupper i norra Atlanten. Ögrupperna tillhör Portugal, Spanien och Kap Verde. Namnet kommer ursprungligen av grekiska för "de välsignade öarna", ett namn som användes av antikens greker för öarna väster om Gibraltar sund. Det används som en biogeografisk områdesbeteckning.

## Beskrivning
Makaronesien består av fem arkipelager:
- Azorerna (Portugal)
- Kanarieöarna (Spanien)
- Kap Verde (Republiken Kap Verde)
- Madeira (Portugal)
- Selvagensöarna (Portugal)

Gemensamt för öarna i Makaronesien, förutom deras geografiska läge, är att de har bildats genom vulkanutbrott och flera geologiska händelser, samt att de koloniserats av Spanien och Portugal.
Klimatet på öarna varierar mellan subtropiskt och tropiskt. Azorerna och Madeira har lägre medeltemperatur och mer nederbörd än övriga öar.
Öarna har en unik biogeografi med flera unika växt- och djurarter. Ingen av öarna tillhörde tidigare någon kontinent så de ursprungliga växterna och djuren kom till öarna från långväga trakter. En gång i tiden täckte laurisilvaskogarna de större delarna av den högre terrängen på Azorerna, Madeira och delar av Kanarieöarna. Kap Verde, Selvagensöarna och de östra delarna av Kanarieöarna hade för torrt klimat för skogen. Laurisilvaskogen liknar den växtlighet som täckte medelhavsområdet och nordvästra Afrika innan den kyldes ned och torkade ut under istiden.
Avverkning av skogen, röjning för boskap och jordbruk och införande av exotiska växt- och djurarter har ersatt mycket av de ursprungliga växterna och djuren på öarna. Laurisilvaskogarna finns bara kvar på ett fåtal ställen. Som ett resultat är mycket av den endemiska floran och faunan hotad.

## Källhänvisningar
1. ↑  "Portugal". NE.se. Läst 9 november 2014.